# Контакт (фільм, 1981)
Контакт — радянський двосерійний телевізійний художній фільм режисера Юнуса Юсупова, знятий на кіностудії «Таджикфільм» у 1981 році.

## Сюжет
В основі сюжету фільму — реальні події, що відбувалися на будівництві Нурекської ГЕС, де народилася нова форма соціалістичного змагання «Робітнича естафета». Постачання устаткування для ГЕС тимчасово припинено. Висококваліфікованих монтажників використовують на підсобних роботах…

## У ролях
- Віктор Чеботарьов —  бригадир на будівництві Нурекської ГЕС Констатин Дьомкін
- Заріна Кабілова —  Мавлюда
- Ато Мухамеджанов —  Саїд-ака
- Раджабалі Хусейнов —  Бєгов
- Марат Хасанов —  Дамір
- Валерій Захар'єв —  Ігор
- Роман Громадський —  Федоров
- Махамадалі Мухамадієв —  Акрам
- Хамза Умаров —  Санг
- Юнус Юсупов —  Саїдмурадов
- Людмила Альохіна —  дружина Даміра
- Аслан Рахматуллаєв —  Далер
- Абдульхайр Касимов —  Тахір-ака
- Толіб-хон Шахіді —  аспірант
- Вікторія Духіна —  мати Кості
- Сороджон Сабзалієва —  заправниця
- Дмитро Шилко —  директор турбінного заводу Григорій Іванович
- Василь Висовень —  директор трансформаторного заводу Гнат Петрович Левченко
- Курбан Шаріпов —  аксакал
- Мойсей Васіліаді —  водій в Свердловську
- Саврінісо Сабзаліева —  секретар
- Гульсара Абдуллаєва —  мама Мавлюди
- Саїдмурад Марданов —  учасник наради
- Мушарафа Касимова —  бабуся Мавлюди

## Знімальна група
- Автор сценарію — Леонід Махкамов
- Режисер-постановник — Юнус Юсупов
- Оператори-постановники: Рустам Мухамеджанов
- Композитор — Толіб-хон Шахіді
- Художники-постановники — Леонід Шпонько, Костянтин Аваков